# Piper hosokawae
Piper hosokawae är en pepparväxtart som beskrevs av Francis Raymond Fosberg.
Piper hosokawae ingår i släktet Piper och familjen pepparväxter. Inga underarter finns listade i Catalogue of Life.